# Blepharita tenera
Blepharita tenera är en fjärilsart som beskrevs av Smith 1900. Blepharita tenera ingår i släktet Blepharita och familjen nattflyn. Inga underarter finns listade i Catalogue of Life.